# علي رضا هاشم زادة
علي رضا هاشم زادة (بالفارسية: عليرضا هاشم‌زاده، مواليد 12 سبتمبر 1995) هو لاعب كاراتيه إيراني وعضو في المنتخب الوطني الإيراني للكاراتيه وحصل على الميدالية الذهبية في الكاراتيه في دورة الألعاب الآسيوية 2018.
بدأ هاشم زادة ممارسة الكاراتيه بشكل احترافي في عام 2010 وبعد 10 أشهر تمت دعوته إلى فريق الكاراتيه الوطني الإيراني للشباب. في أول مسابقة دولية له، ذهب إلى تركيا مع المنتخب الوطني للشباب، حيث فاز بميداليتين ذهبيتين جماعية وفردية. وفي عام 2016، تم تعيينه كسفير ثقافي ورياضي لإيران في الصين. فاز علي رضا هاشم زادة بميدالية برونزية في سباق الجائزة الكبرى الماليزي للشباب عام 2012. فاز هاشم زادة بميدالية ذهبية في بطولة أوزبكستان الآسيوية للكبار للكاراتيه عام 2018، وجائزة تركيا الكبرى الفردية عام 2013.